# Liste der Naturdenkmale in Irmtraut
Die Liste der Naturdenkmale in Irmtraut nennt die im Gemeindegebiet von Irmtraut ausgewiesenen Naturdenkmale (Stand 13. Juni 2024).

## Naturdenkmale
| Nr.         | Bezeichnung      | Lage                            | Beschreibung          | Bild            |
| ----------- | ---------------- | ------------------------------- | --------------------- | --------------- |
| ND-7143-455 | Vier alte Linden | Westring, auf dem Friedhof Lage | Tilia sp., vier Bäume | Fotos hochladen |